# Endomorfismo de Frobenius

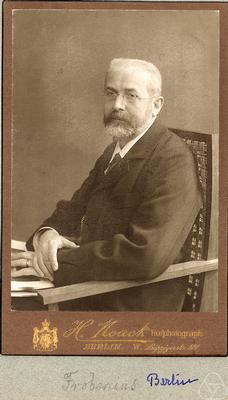
Fotografía del matemático Georg Frobenius

En las ramas matemáticas de álgebra conmutativa y teoría de cuerpos el endomorfismo de Frobenius (llamado así en honor de Ferdinand Georg Frobenius) es un endomorfismo de anillos de característica un número primo. En ciertos contextos es un automorfismo, pero este hecho no es cierto en general.

## Definición
Sea R un anillo conmutativo de característica un número primo p (la característica de un dominio de integridad R es  siempre un número primo). El endomorfismo de Frobenius F se define como
{\displaystyle F(r)=r^{p}}
para todo r de R. Se puede ver como esta aplicación respeta la multiplicación de elementos de R: 
{\displaystyle F(rs)=(rs)^{p}=r^{p}s^{p}=F(r)F(s)\ ,}
además es claro que F(1)=1. Usando el teorema del binomio y el hecho de que p es primo, se puede ver que los coeficientes de todos los términos de la expansión de rp+sp excepto rp y sp son divisibles por p, la característica de R, por lo que son iguales a cero, por lo tanto
{\displaystyle F(r+s)=(r+s)^{p}=r^{p}+s^{p}=F(r)+F(s)\ .}

Esto demuestra que F es un homomorfismo de anillos.
Si φ : R → S es un homomorfismo de anillos de característica  p, entonces 
{\displaystyle \phi (x^{p})=\phi (x)^{p}.}
Si FR y FS son los endomorfismos de Frobenius de R y S respectivamente, entonces podemos escribir esto como:
{\displaystyle \phi \circ F_{R}=F_{S}\circ \phi .}
Esto significa que el endomorfismo de Frobenius es una transformación natural del funtor identidad en la categoría de los anillos de característica p en sí misma.
En general, F no es un automorfismo. Ya que este puede no ser inyectivo o sobreyectivo. 
Si el anillo R no tiene elementos nilpotentes, entonces F es inyectivo: {\displaystyle F(r)=0} significa {\displaystyle r^{p}=0}, que por definición implica que r es nilpotente de orden menor o igual a p. En particular, si R es un cuerpo entonces el endomorfismo de Frobenius es inyectivo. 
El endomorfismo de Frobenius tampoco es necesariamente sobreyectivo. Por ejemplo, sea K el cuerpo Fp(t), es decir, un cuerpo finito con p elementos junto con un solo elemento trascendente. Podemos afirmar que la imagen de F no contiene t. Demostraremos este hecho por contradicción: Suponemos que existe un elemento de K cuya imagen al aplicarle F es t. Dicho elemento es una función racional q(t)/r(t) cuya potencia p-esima (q(t)/r(t))p es igual a t. Esto implica que p(deg q - deg r) = 1, lo cual es imposible. Por lo que F no es sobreyectiva y por tanto no es un automorfismo. 
Un cuerpo K es llamado perfecto si su característica es 0 o si tiene característica positiva y el endomorfismo de Frobenius es un automorfismo, esto equivale a decir que todo elemento de K es una raíz p-ésima de un elemento de K. Por ejemplo, todos los cuerpos finitos son perfectos.

## Puntos fijos en el endomorfismo de Frobenius
Sea R un dominio de integridad. La aplicación de Frobenius deja fijos todos los elementos de R que satisfacen la ecuación xp = x. 
Estas son todas las raíces de la ecuación xp - x, y como esta ecuación tiene grado p, hay como mucho p raíces. 
Estas son exactamente los elementos 0, 1, 2, ..., p - 1, así que el conjunto de puntos fijos de F definen un cuerpo primo.
Iterando la aplicación de Frobenius obtenemos una secuencia de elementos de R:
{\displaystyle x,x^{p},x^{p^{2}},x^{p^{3}},\ldots }
Aplicando iterativamente e veces F a un anillo que contenga un cuerpo K de pe elementos se obtiene un conjunto de puntos fijos igual a K, similar al ejemplo anterior. Los iterados de la aplicación de Frobenius se usan para definir la clausura de Frobenius y la clausura estricta de un ideal.

## Frobenius para cuerpos finitos
Para cuerpos finitos el endomorfismo de Frobenius es un automorfismo, ya que es inyectivo (por tratarse de cuerpos) y toda aplicación inyectiva entre conjuntos finitos es una permutación. Resulta que el grupo de Galois de una extensión de cuerpos finitos es generado iterando el automorfismo de Frobenius, es decir es un grupo cíclico generado por el Frobenius.
Consideremos el caso cuando el cuerpo de base es Fp el cuerpo con un número primo p de elementos. Sea Fq el campo finito de q elementos, con  {\displaystyle q=p^{e}}. El automorfismo de Frobenius F de Fq fija  Fp, por lo que es un elemento del grupo de Galois Gal(Fq/Fp). De hecho, como Fq× es cíclico con q-1 elementos, sabemos que el grupo de Galois es cíclico y F es un generador. El orden de F es e ya que Fe actúa en un elemento x mandándolo a xq, y esto corresponde a la identidad en Fq. Todo automorfismo de Fq es una potencia de F, y los generadores son potencias de Fi con i coprimo a e.
Cuando el cuerpo base Fq es una extensión no trivial del cuerpo con un número primo de elementos Fp, con q=p^e, y consideramos una extensión Fqf, el automorfismo de Frobenius F de Fqf no fija el cuerpo Fq (de hecho fija F), por lo que necesitamos considerar el e-iésimo iterado Fe. El grupo de Galois Gal(Fqf/Fq) es cíclico de orden f y es generado por Fe. Los generadores, entonces son potencias Fei con i coprimo a f.
El automorfismo de Frobenius no es un generador del grupo de Galois absoluto
{\displaystyle \operatorname {Gal} \left({\overline {\mathbf {F} _{q}}}/\mathbf {F} _{q}\right),}
ya que este grupo es isomorfo a
{\displaystyle {\widehat {\mathbf {Z} }}=\textstyle \varprojlim _{n}\mathbf {Z} /n\mathbf {Z} ,}
que no es cíclico. Sin embargo, como el automorfismo de Frobenius es un generador del grupo de Galois de toda extensión finita de Fq, es un generador de todo cociente finito del grupo de Galois absoluto. Por lo tanto, es un generador topológico del grupo de Galois absoluto en el sentido de la topología de Krull. 

## Frobenius para esquemas
Existen diversas maneras de definir el morfismo de Frobenius para un esquema. La más fundamental es el morfismo absoluto de Frobenius. No obstante, el morfismo absoluto de Frobenius tiene propiedades débiles en la situación relativa porque neglige el esquema de base. Existen varias alternativas para adaptar el morfismo de Frobenius para la situación relativa, su utilidad depende claramente de la situación que se quiere considerar. 